# Zdeněk Linhart
Zdeněk Linhart (* 5. března 1994, České Budějovice) je český fotbalový útočník a bývalý mládežnický reprezentant, od ledna 2016 hráč klubu SK Slavia Praha, od července 2017 je na hostování v SK Sigma Olomouc. V roce 2018 se rozhodl ukončit profesionální fotbalovou kariéru a věnovat se studiu psychologie. Získal magisterský titul na Filosofické fakultě Univerzity Karlovy  a nyní se věnuje sportovní psychologii.

## Klubová kariéra
Začínal v pěti letech v celku SK Čtyři Dvory. Od žáků od svých sedmi let hrál v SK Dynamo České Budějovice.
V Gambrinus lize debutoval 27. listopadu 2011 v utkání proti FK Mladá Boleslav (porážka 1:3). V prosinci roku 2015 se dohodl na přestupu do týmu SK Slavia Praha. Po měsíci a půl stráveným ve Slavii odešel na hostování do týmu FC MAS Táborsko.
Následovala hostování v Bohemians Praha 1905 a 1. FK Příbram.

V červnu 2017 odešel ze Slavie na hostování s opcí do klubu SK Sigma Olomouc.

## Reprezentační kariéra
Zdeněk Linhart reprezentoval Českou republiku v mládežnických kategoriích do 17 a 19 let. V březnu 2014 byl zařazen do širší nominace v kategorii do 21 let.